# 悪魔城ドラキュラ -キャッスルヴァニア-
『悪魔城ドラキュラ -キャッスルヴァニア-』（あくまじょうドラキュラ キャッスルヴァニア、原題:Castlevania）は、コナミのゲーム作品『悪魔城ドラキュラ』シリーズをベースにしたNetflixのオリジナルアニメで、同作から着想を得た中世ヨーロッパが舞台のホラーアニメである。制作はアメリカのWow! Unlimited Mediaの子会社フレデレーター・スタジオで、脚本はウォーレン・エリス、製作総指揮はウォーレン・エリス、ケヴィン・コルド、フレッド・サイバート、アディ・シャンカル。
2021年5月時点で、最終第4シーズン（同月14日配信）まで制作・配信されている。また、それに合わせて新たにリブート版の制作を検討していることも予告されている。2021年6月にスピンオフ新シリーズの制作が発表され、2022年6月にCastlevania:Nocturneの製作開始とティーザー映像が発表され、2023年7月に『悪魔城ドラキュラ -キャッスルヴァニア-: 月夜のノクターン』の配信とティーザー映像が正式に発表された。

## ストーリー
シーズン1
1455年、強大な力を持ったワラキアの吸血鬼・ドラキュラは医学の知識を求める女性・リサの訪問を受け、彼女と愛し合う仲となり結婚し一児を授かる。それから20年後、医術で民衆を救わんとする妻・リサは夫の留守中に教会によって異端として処刑され、深い怒りと悲しみに染まったドラキュラによる人間への復讐が始まる。
シーズン2
ドラキュラを倒すため手を取ったトレバー、サイファ、アルカードの3人はドラキュラを倒す手がかりを求めてベルモンド一族の故地を目指す。一方、人間を滅ぼすためドラキュラの元に参集した世界各地の吸血鬼と悪魔精錬士たちであったが、ある者はドラキュラに忠誠を誓い、ある者はドラキュラに疑念を抱き、ある者は自らの利益のために暗躍し、彼らが集う悪魔城は不信と陰謀渦巻く魔窟と化していた。吸血鬼カーミラがブライラでドラキュラに反旗を翻したとき、トレバー達ヴァンパイアハンターもまた打倒ドラキュラに動き出す。
シーズン3
ドラキュラが居なくなった世界を旅するトレバーとサイファはドラキュラの残党に襲われた街・リンデンフェルドでドラキュラの復活を目論む信奉者たちの陰謀に巻き込まれる。一方、孤独に苛まれるアルカードの元を日本から2人のヴァンパイアハンターが訪れる。先の戦いでカーミラの虜囚となった悪魔精錬士のヘクターはカーミラの居城に幽閉され、もう一人の悪魔精錬士アイザックは亡き主・ドラキュラの復讐のためカーミラの居城を目指して旅を始める。
シーズン4
リンデンフェルドの惨劇ののち、トレバーとサイファは戦いの旅を続け傷つきながらトゥルゴヴィシュテにたどり着き、そこでドラキュラ復活を目論み暗躍する吸血鬼達の陰謀に巻き込まれる。心を許した者たちの裏切りに遭ったアルカードは酒浸りの荒んだ生活の中、闇の魔物に襲われ助けを求める近隣の村人たちの求めに応じて再び戦いに身を投じる。カーミラ達吸血鬼4姉妹の僕へと身をやつしたヘクターはドラキュラ復活計画の一助とカーミラへの復讐の布石を成し、遂にカーミラの居城にたどり着いたアイザックは復讐の戦いに挑む。同時にドラキュラ復活を目論み暗躍する者達とその黒幕、トレバー、サイファ、アルカードの最後の戦いが幕を開くのであった。

## 登場人物

### ヴァンパイアハンター
トレバー・ベルモンド
声：リチャード・アーミティッジ / 置鮎龍太郎
かつて高名なヴァンパイアハンターの一族だったベルモンド一族最後の生き残り。悪魔に対抗する知識と戦技に精通し、鞭（後にモーニングスター）と剣、短剣を操り魔を滅する。
10代前半頃にベルモンド一族は教会に悪魔を呼ぶ黒魔術を行う一族と認定され、近隣の村民によって一族の居館は襲撃を受け破壊され、それ以後1人で各地を旅して生きてきた。ぶっきらぼうで対人面にやや難があり、ムルデヌの村やグレシットの街で度々諍いを起こす。弱者を痛ぶる者には容赦ない義侠的な精神も併せ持つ人物。その名は祖先レオンと共にワラキアへ移住したケルト人の従者トレフォーに由来する。
第2シーズンでドラキュラを打倒した後、アルカードにベルモンド一族の宝物庫を譲って、サイファと共に旅に出た。第3シーズンではたどり着いたリンデンフェルドで街に秘められた秘密と陰謀を追う。
第4シーズンではリンデンフェルドの惨劇の後、サイファと共に6週間をかけトゥルゴヴィシュテにたどり着きそこでドラキュラ復活を巡る新たな戦いに巻き込まれる。
トレバー、サイファの名前については悪魔城伝説のNES版、CastlevaniaIIIから来ている。
サイファ・ヴェルナンデス
声：アレハンドラ・レイノソ / 下山田綾華
語り部の1人で精霊の力により炎や氷などを自在に操る術の持ち主。戦闘では魔術で具現化した氷、炎や電気を操り戦う。
語り部としての知識からエノク語やアダムの言語と言った様々な言語にも通じ、ベルモンド一族が残した遺物と秘術を用いて悪魔城をベルモンド一族の邸宅跡に呼び寄せるなど、その力は計り知れない物がある。
第3シーズンではトレバーと闇の魔物退治をしながら旅をしており、たどり着いたリンデンフェルドで街に秘められた秘密と陰謀をトレバーと共に探る。
第4シーズンではリンデンフェルドの惨劇の後、トレバーと共に6週間をかけトゥルゴヴィシュテにたどり着きそこでドラキュラ復活を巡る新たな戦いに巻き込まれる。
アルカード
声：ジェームズ・キャリス / 三木眞一郎
ドラキュラとリサの息子。母の死後、人間滅亡の為の戦いを始めた父に挑み敗北。それから一年、グレシットの地下墓地でトレバーとサイファが訪れるまで石棺で眠って傷を癒していた。戦闘では愛剣を用いた近接戦闘と体術、愛剣を宙に浮かして自在に操り、狼への変化とその形態時には噛み付きからのスローイングなどの技を駆使する。
落ち着いた様に見えながらも精神的・対人的に幼稚な面もあり、第2シーズンではサイファからトレバーと啀み合う事についてその一面を指摘された事もある。
第3シーズンでは悪魔城で1人孤独に暮らしていたが、訪れたタカとスミを受け入れ2人を鍛える。
第4シーズンでは第3シーズン終盤にタカとスミを殺めたのち自暴自棄の生活を送っていたところへダネシュティからの救援を求める手紙を受け取り、新たな戦いに身を投じる。
レオン・ベルモンド
かつてフランク王国からワラキアの地へやって来たヴァンパイアハンターでトレバーの先祖。館を築き、地下にモーニングスターを始めとして数多くの吸血鬼に対抗する手段や知識を蒐集し、遺物として残した。彼の肖像画もその一つでありトレバーの名もその従者に由来する。
タカ
声：内門徹 / 唐戸俊太郎
第3シーズンに登場。第2シーズンに登場した吸血鬼の将軍・蝶を追ってスミと共に悪魔城に訪れた日本のヴァンパイアハンターの男性。
かつては蝶の元でスミや多くの囚われた人間達と共に奴隷として生きていたが、蝶がドラキュラの召集に応じて居城を離れた隙に囚われた人らを解放し、未だ日本に蔓延る数多の吸血鬼を打倒し自らの国を造るための術を求めてワラキアまで旅をして来た。弓を得物とする。第3シーズン終盤にスミと共にアルカードの寝込みを襲うが返り討ちに遭い殺害され、悪魔城前に串刺しとなった遺骸を晒される。
スミ
声：福島リラ / 宮本佳那子
第3シーズンに登場。タカと共に蝶を追ってきた日本のヴァンパイアハンターの女性。剣を得物とする。第3シーズン終盤にタカと共にアルカードの寝込みを襲うが返り討ちに遭い殺害され悪魔城前に串刺しとなった遺骸を晒される。

### 悪魔精錬士
ヘクター
声：テオ・ジェームズ / 櫻井孝宏
第2シーズンから登場。ドラキュラの腹心の悪魔精錬士。ロードス島出身の人間で幼い頃からその力で命を失った生き物を甦らせるなどしていたが、それ故に家族から疎まれた描写がある。
アイザックと共にドラキュラから軍の指揮を任されていたが、カーミラに唆されブライラでドラキュラを裏切った後、彼女に囚われの身となりスティリアへ連れ去られる。
第3シーズンではカーミラの居城に虜囚となり、レノーアとの交流の末、彼女に心を開いていく。
第4シーズンでは表向きはカーミラ達に恭順する裏で罪悪感からドラキュラ復活の儀式に加担し、カーミラ打倒の手筈を整えていた。
悪魔精錬の際に発する炎の色は青色。
アイザック
声：アデトクンボー・マコーマック / 真殿光昭（少年期：白石兼斗）
第2シーズンから登場。ドラキュラの腹心の悪魔精錬士。アフリカ出身の肌が浅黒いスキンヘッドの男性で神秘主義者。
元は奴隷であったが、主人の聖職者らしき人物に折檻された際、彼への愛を打ち明けたが拒絶されたため殺害して独り立ちし悪魔精錬士となった。
ドラキュラへの忠誠心が異常に高く、アルカード達との最終決戦にも参加しようとしたが、ドラキュラの手で遠い砂漠へ転移させられたため最終決戦には参加できなかった。
第3シーズンでは裏切り者のヘクターやカーミラを討つため、闇の魔物の軍団を率いて中東からスティリアへ向け様々な人物たちと交流しながら旅をする。
第4シーズンではヴァーニーの誘いを断り増強した闇の魔物の軍団を率いてスティリアへと攻め込む。
悪魔精錬の際に発する炎の色は赤色。

### ドラキュラ・吸血鬼達
ドラキュラ・ヴラド・ツェペシュ
声：グレアム・マクタヴィッシュ / 内田直哉
ワラキアで永き時を生きる数多の吸血鬼達の長で魔術と科学を極めた人物。妻を殺した人間への復讐と自らの永遠の命を終わらせる為、配下の吸血鬼軍団を操り人間世界の滅亡をもくろむ。
第2シーズン終盤において、カーミラの叛逆を受け、直後に悪魔城へ乗り込んで来たアルカードとトレバー、サイファらとの死闘の末にアルカードの育った子供部屋で自らの所業の過ちに気づき、我に帰った所をアルカードの手によって心臓に杭を打たれ、灰となって死を迎えた。
第3シーズン、第4シーズンでは地獄の奥底にリサと共にいるドラキュラを現世に復活させようと試みる者たちにより、復活の儀式が行われる。
ゴッドブランド
声：ピーター・ストーメア / 辻親八
ドラキュラ配下の吸血鬼と闇の怪物による軍団を率いる将軍の一人。斧と剣を武器に欲望のままに行動し、人間を家畜・船の材料扱いする傲慢な吸血鬼。バイキング。アイザックの前でドラキュラへの不満を打ち明けた為、粛清される。
ヴァンパイアロード
名前などの詳細は不明。かつてカーミラを吸血鬼にしたスティリアの古き吸血鬼。カーミラに世界の全てを与えると約束していたが年老いると共に次第に狂っていった為、カーミラの手によって居城の高楼から首に縄をかけた状態で投げ落とされ、首と胴が両断され谷底へと消えて行った。

#### カーミラと姉妹
カーミラ
声：ジェイミー・マーレイ / 園崎未恵
第2シーズンから登場。ドラキュラの配下に加わったスティリアを支配する女吸血鬼。かつては人間であった。
第2シーズンでは裏でゴッドブランドとドラキュラへの叛逆を企図しており、ドラキュラに河川港湾都市ブライラへ攻め込むことを進言し、そこで叛逆を実行してドラキュラ配下の吸血鬼の大半を消滅させた。
しかしサイファが悪魔城を強制転移させたため計画は失敗し、自身の兵の多くを失ったため、ヘクターを捕らえると居城へ帰還した。
第3シーズンでは領土を広げ、自分たち姉妹が女帝として君臨する帝国造りを企図し、計画を練る。
第4シーズンではモラーナとストリーガを偵察に派遣し、自身は更なる征服計画を城で練る中、攻めてきたアイザックの軍勢を迎え撃つ。
レノーア
声：ジェシカ・ブラウン・フィンドレイ / 黒木彩加
第3シーズンから登場。カーミラの姉妹の吸血鬼で姉妹の中では外交官・交渉役の末妹的存在。霧や蝙蝠に姿を変える能力を持ち、か弱げに見えるが体術でヘクターを圧倒した。
第3シーズンではヘクターの懐柔を担当し、密かにヘクターを隷属させるための指輪を作らせ、その感情を揺さぶり自らと姉妹の奴隷にする策を巡らせるなど自由奔放に見えその実、用意周到な人物。
第4シーズンでは外交官の役割上、偵察隊に加わらずヘクターと共に城に留まるもカーミラの計画による秩序の変化に不安を覚えていた。
モラーナ
声：ヤスミン・アル=マッシリ / 織部ゆかり
第3シーズンから登場。カーミラの姉妹の吸血鬼。色黒の肌を持ち気配りに長け姉妹の中では調整役として傭兵の手配や兵站といった戦略の基盤を担当する。ストリーガとはベッドを共にする間柄。
第4シーズンではストリーガに同行して各地への斥候を務める中、カーミラの計画と将来に不安を覚える。
ストリーガ
声：イワナ・ミルセヴィッチ / きそひろこ
第3シーズンから登場。カーミラの姉妹で筋骨隆々の吸血鬼。武力担当であるが、カーミラの戦略の穴埋めのために思考を巡らせる。
第4シーズンではモラーナと共にカーミラの計画のために偵察に出るも、攻めてきた人間の農民軍を返り討ちにした際カーミラの計画に不安を覚える。

#### 吸血鬼の将軍
声：こばたけまさふみ（将軍1）、田所陽向（将軍2）、辻井健吾（将軍3）
第2シーズンに登場した各地より呼び集められたドラキュラ配下の吸血鬼の将軍達。
ドラゴスラブ
西洋風の重装甲冑を纏ったハゲ頭のスラブ系男性吸血鬼。徒手空拳でアルカードと渡り合ったが、トレバーのモーニングスターで動きを封じられて地に降りた所をサイファの炎で顔から焼かれて死んだ。
ザファール
西洋風の甲冑を纏いグレイブを武器とするドイツ系男性吸血鬼。トレバーと渡り合ったが、最後はモーニングスターの鎖で体の動きを封じられ、口にモーニングスターの先端を叩き込まれて爆散。
シャーマ
身軽な動きと高速移動に両手で操る曲刀が武器の男性のインドから来た吸血鬼。サイファと渡り合ったが、氷の刃で体を両断された。
蝶（チョウ）
東洋風の衣装を着た日本出身の女性の吸血鬼。日本の北方に居城を構え支配した吸血鬼だが、ドラキュラの参集に応じてその配下に加わった。砂または霧に変化する術を使い、鋭利な爪と舞踊の様な体術による攻撃も行う。ドラゴスラブ、ラマンと連携してアルカードと渡り合ったが、アルカードの剣を霧状になって回避した後、その状態で攻撃しようとしたところをサイファの魔法で氷漬けにされ粉砕された。
将軍達の中で彼女のみが第3シーズンにも登場し、タカとスミほか多くの人間を奴隷とし、その眼前で余興の如く日本のヴァンパイアハンターを葬った過去が描かれている。
ラマン
女性のインド系吸血鬼。鋭利な爪を武器に戦い、最終決戦ではドラゴスラブらと共にアルカードと渡り合ったが、トレバーのモーニングスターを回避した際の一瞬の隙を突かれ、アルカードの剣で首を斬られた。

#### ドラキュラ復活に動く吸血鬼達
第4シーズンに登場したドラキュラ復活を目論む世界各地の吸血鬼達。
ヴァーニー
声：マルコム・マクダウェル / 鶴岡聡
ロンドン出身、ドラキュラ最初の配下で千年以上を生きると自称する有翼の吸血鬼。各地の吸血鬼たちやヘクター、サンジェルマン、ドラキュラや死神の信奉者の人間らに働きかけドラキュラ復活を目論む。事あるごとに自分の存在を誇示しようとする小物じみた言動が目立つ。
ラッコ
声：タイタス・ウェリヴァー
スラブ系の吸血鬼。戦争狂で勝利するためにはどんな手も厭わない。ヴァーニーと共にトゥルゴヴィシュテの地下に潜伏し、ドラキュラ復活を目論む。
ドラガン
声：マシュー・ワトソン
赤と黒を基調とした甲冑を着込んだ大柄の吸血鬼。ドラキュラ復活の儀式のため闇の魔物や仲間の吸血鬼達とダネスティの村と悪魔城を襲撃する。得物は両端に鋲付きの穀物を装着した長尺のフレイル
吸血鬼の魔術師
第4シーズン1話にて森に潜みスケルトンを操ってトレバーとサイファを襲わせた吸血鬼。風貌やモチーフは原作シリーズ作悪魔城ドラキュラ ギャラリー オブ ラビリンスに登場したネクロマンサー。
教会の吸血鬼
第4シーズン1話にて教会に祭壇を設え、捕らえた人間を生贄としてドラキュラ復活の儀式を行おうとした吸血鬼。トレバーとサイファの手により儀式は未遂に終わり、儀式の準備自体も不完全なものだったことをサイファに推測される。
スティッチィウイッチィ
第4シーズンに登場。ドラガンと共にドラキュラの復活に加担する女の吸血鬼。猫背気味の長身に長い赤髪を持ち、襤褸切れの様な黒い布を纏い巨大な針の様な槍と糸を武器にアルカードと渡り合う。仲間達と復活の儀式に必要なレビスの素体を作り上げる。
ヘルドール
第4シーズンに登場。ドラガンと共にドラキュラの復活に加担する吸血鬼。黒いフードを身にまとい、白い仮面の様な表情をしている。大量の人骨を自在に操り最終決戦ではダスターバスターと連携してトレバーを追い詰める。仲間達と復活の儀式に必要なレビスの素体を作り上げる。
ダスターバスター
第4シーズンに登場。ドラガンと共にドラキュラの復活に加担する吸血鬼。黒いフードを身にまとい、銀色の仮面ので顔を覆っている。緑色の液体を針の様に放って攻撃し、最終決戦では地獄人形と連携してトレバーを追い詰める。仲間達と復活の儀式に必要なレビスの素体を作り上げる。
キャストスペル
第4シーズンに登場。ドラガンと共にドラキュラの復活に加担する吸血鬼。黒いフードを身にまとい顔を隠している。髪の色は白で肌は紫色。紫色の炎と掌から放つ赤い電撃で攻撃し、最終決戦ではサイファを追い詰める。仲間達と復活の儀式に必要なレビスの素体を作り上げる。

#### 闇の魔物
原作のゲームシリーズに登場したモンスターが数多く登場。
ブルーファングス
声：フレッド・タタショア / 臼木健士朗
地獄より召喚された、人語を解する高位の悪魔。グレシットの聖堂へ悪魔達と侵入し、主教を嘲った後殺害。トレバーとサイファに倒される。
サイクロプス
グレシットの地下墓地入り口を守る石化の術を使う単眼の怪物。トレバーに倒された。
スログラ
アルジェシュ攻撃部隊に属するドラキュラ配下の悪魔。槍を武器としギャイボンとの連携で戦う。原作シリーズの日本版ではベリガンの名前で登場。
ギャイボン
アルジェシュ攻撃部隊に属するドラキュラ配下の有翼の悪魔。空を舞いスログラとの連携で戦う。
ハンマーハンズ
第2シーズンにてカーミラとヘクターの命令で多数の悪魔と共にトレバー、サイファ、アルカードの一行が滞在するベルモンド家の屋敷跡を襲撃する巨大な怪物。
マルファス
ベルモンド家の屋敷跡を襲撃した魔物の一体。シリーズ作ロードオブシャドウに登場した仔マルファスの姿をしている。
ファイアー・ドレイク
火を吐く竜。ベルモンド家の屋敷跡を襲撃した魔物の一体。
二本角の悪魔
ベルモンド家の屋敷跡を襲撃した悪魔の一体。両目を布で覆われており、槍を武器に戦う。シーズン1のある人物がヘクターに悪魔精錬され生まれた。
ウェアウルフ
第3シーズンに登場。小型のミノタウロスや半魚人らと4体の徒党で旅の最中のトレバーとサイファを襲撃するがトレバーの体術で命を絶たれ、遺骸はリンデンフェルドに入る2人の立場を誇示するトロフィー代わりに使われた。制作スタジオによるとBrawler（格闘家）という名前が与えられている。
ミノタウロス
制作スタジオによるとDeadfastの名前が与えられている。
ハエの魔物
声：ギルダート・ジャクソン / 多田野曜平
第3シーズン6話と第4シーズンに登場。ジェノバでアイザックに精錬されて地獄から召喚された悪魔。かつて地獄に落ちる前の人だった頃の記憶を持っており、人語によるやり取りが出来、旅のさなか、徐々に変わっていくアイザックに対しそのことを指摘する。
ウコバク
第3シーズン終盤に行われたドラキュラ復活の儀式によって副次的に地獄から現れた魔物の一種。空を覆うほどの大量の数が出現している。
レッサーデーモン
第3シーズン終盤に行われたドラキュラ復活の儀式によって副次的に地獄から現れた魔物。
マレブランケデーモン
第3シーズン終盤に行われたドラキュラ復活の儀式によって副次的に地獄から現れた魔物で複数体が登場。槍や手斧を手に持ち、トレバー・サイファと交戦。
マラキ
第3シーズン終盤に行われたドラキュラ復活の儀式によって副次的に地獄から現れた魔物の一体。ブエルと連携してサイファと交戦する。原作シリーズの日本版ではエビルの名前で登場。
ブエル
第3シーズン終盤に行われたドラキュラ復活の儀式によって副次的に地獄から現れた魔物の一体。5本のヤギの脚とライオンの頭を持つ。原作シリーズとは違い掌から出した骨を弓で放って攻撃してくる。
フレイムデーモン
第3シーズン終盤に行われたドラキュラ復活の儀式によって副次的に地獄から現れた魔物の一体。原作シリーズ同様炎を武器とする。
来訪者またはビースト
第3シーズンに登場。かつてアイザックによって悪魔精錬された悪魔の一体で馬の様な体に複数の手足と眼を持つ魔物。リンデンフェルドを複数の魔物と襲撃した際、裁判官の率いる兵士達に撃退され、小修道院地下にサラ達ドラキュラ信奉者に拘束され匿われていた。ドラキュラ信奉者によってリンデンフェルド住民の命を糧としたドラキュラ復活の儀式の鍵として用いられトレバー、サンジェルマンらと交戦する。
レギオン
第3シーズン終盤で大型の転移の鏡の情報をミランダから得て建設中の都市国家を訪れたアイザックとその軍団を迎え撃つため、都市の支配者である魔術師に操られた人々が塊の様な形となった物。登場する原作さながらの姿でアイザックに襲い掛かる。
ノミ男
第4シーズンに複数登場。原作シリーズとは風貌がかなり異なる。
アベル
第4シーズンに登場。アイザックが新たに従える有翼の魔物。その飛行能力と翼で度々アイザックを助ける。原作シリーズ悪魔城ドラキュラ 闇の呪印にも登場した同作におけるアイザックの使い魔がモチーフ。
ゲーゴス
第4シーズンに登場。ドラキュラの復活を目論むドラガン達に率いられて悪魔城に攻め込む原作シリーズ悪魔城ドラキュラ 蒼月の十字架、悪魔城ドラキュラ ギャラリー オブ ラビリンスなどに登場する巨大モンスター。原作さながらの光線の様な炎で攻撃する。
死神
第4シーズンで登場。複数の人物に擬態する能力を持つドラキュラ復活の儀式の黒幕。

### 教会に属する人物
主教
声：マット・フリューワー / 小形満
第1・第2シーズンに登場。かつてトゥルゴヴィシュテでドラキュラの妻であったリサを異端として処刑した。1年後にグレシットでドラキュラ配下の悪魔に殺害された後、ヘクターによってゾンビとして甦らされカーミラに利用された。
サラ修道院長
声：ナヴィド・ネガーバン / 佐々木祐介
第3シーズンに登場。リンデンフェルドの修道院長。逆さ十字をシンボルとするドラキュラの崇拝者でもありドラキュラの復活を目論む。シーズン終盤で計画を実行し、裁判官を殺害するも自らも裁判官の罠により死亡。
大主教
声：アンドレ・ソグリウゾ / 堀越富三郎
第1シーズンに登場。トゥルゴヴィシュテ大聖堂の聖職者のトップ。リサの処刑から1年後、演説中にドラキュラの軍団による襲撃を受けて死亡した。
主任司教
声：宮本淳
第1シーズンに登場。主教の手下。グレシットの民衆を扇動して語り部達を虐殺させようとしたが、トレバーに倒され計画は阻止された。その後の生死は不明。
バーリー
声：志村知幸
第1シーズンに登場。濃い口髭を蓄えた主教の手下。語り部の長老を捕らえ暴行しようとした折、トレバーに制止され指を一本失う。その後村人を扇動して語り部達を虐殺しようとするも、トレバーに嘘と悪魔の襲来の原因となった教会の行動をバラされ村人達に殺害される。
ハゲ頭の僧侶
第1シーズンに登場。主教の手下でバーリーと共に長老を捕らえていた人物。トレバーの鞭で片目を潰され、後に語り部を虐殺しようとした際にはトレバーに盾にされ仲間の矢でもう片方の目と命を失った。

### その他の登場人物
リサ
声：エミリー・スワロー / 田中杏沙
ルプの村出身の女性。1455年、医者になる事を志、医学の知識を求めワラキアの吸血鬼、ドラキュラの元を訪れる。
後にドラキュラと結ばれアルカードを産むが、主教に捕まり教会によって異端の魔女として火刑に処され死亡した。
第3、第4シーズンではドラキュラの魂と共に居た。
語り部の長老
声：トニー・アメンドーラ / 西村知道
サイファの祖父。コドリアイからグレシットの町に訪れた語り部達の長老。
アーン（修道士1）
声：岡井カツノリ
グレシットに滞在する12人の語り部の1人。トレバーに語り部の置かれた状況と長老の孫、サイファの行方知れずを語る。
ボーシャ
声：臼木健士朗
ムルデヌの住人。コブの腹違いの兄で肥満体の粗暴な男性。宿で酒を飲みながら与太話に興じていたところ、トレバーを貴族と見て諍いを起こす。
コブ
声：宮本誉之
ムルデヌの住人。ボーシャの腹違いの弟で長身痩躯の男性。ボーシャに加勢し、トレバーと喧嘩になる。
ピーター
声：岡井カツノリ
ムルデヌの住人。グレシットへ向かうドラキュラの軍団を見かけて宿へ駆け込んでその様を語った。トレバーとボーシャの喧嘩に加勢し叩きのめされる。
宿の主人
声：宮本淳
ムルデヌの住人。自らの店で客に酒を出しつつボーシャの話を聞いていた。トレバーとボーシャの喧嘩に加勢し叩きのめされる。
ジュヴァラ夫人
声：岡本嘉子
ルプの村の住人でリサの患者。リサから病に効く薬を貰い彼女を慕っていた。リサが教会に捕らえられ、処刑された後に旅から帰って来たドラキュラにその事実を告げる。怒り狂い人類殲滅を決めたドラキュラは妻の知己であり、弔いをする彼女は目溢しし、即座に一族と共にワラキアから立ち去る様告げた。
大柄な女
声：田中杏沙
グレシットの露店で肉を売る女性。トレバーに羊の干し肉と情報を提供した。
若い女
声：内藤有海
グレシットの露店で野菜を売る女性。教会の情報で語り部達を悪魔達がグレシットの街を襲う原因だと信じ込んでいた。
砂漠の盗人
声：傷の男（中村章吾）、盗人1（樋山雄作）、盗人2（菊地達弘）、盗人3（渡井奏斗）、盗人4（吉野貴大）
第2シーズン最終話でオアシスに居たアイザックを捕らえようとして返り討ちに遭い、全員殺害された後悪魔に精錬された。傷の男がリーダー格。第3シーズンでもアイザック率いる軍団の構成員として登場。
船長
声：ランス・レディック / 松川裕輝
第3シーズンに登場。ジェノバへ海路で移動しようとするアイザックに船を提供した人物。酒と船旅を愛する豪放磊落な性格。
自身と船員を殺して船を得ようとしたアイザックを拒絶せず、対話・説得して難を逃れジェノバまでアイザック一行を運ぶ契約を結んだ。アイザックとは旅の最中も示唆に富んだ会話をする。
裁判官
声：ジェイソン・アイザックス / 松川裕輝
第3シーズンに登場。リンデンフェルドの行政官。シーズン終盤でサラ修道院長に刺されトレバーとサイファに自宅を燃やす様依頼して死亡。その直前にサラを自らの秘密の罠に導き死に至らしめた。街を守る良き統治者に見えた彼もある大きな秘密を持っていた。
ミランダ
声：バーバラ・スティール / 織部ゆかり
アイザックが旅の途中で出会った廃村で1人で暮らす女魔術師。近隣に都市国家建設を目論み、多くの人を攫って魔術で操り奴隷としている人物の存在とそこに大きな転移の鏡が存在する事をアイザックに告げ、連れ去られた人間を皆殺しにする様アイザックに進言した。
魔術師
声：丹羽正人
第3シーズン9話に登場。他人を自らの支配下に置き思いのままに操る強力な魔術を使う老齢の魔術師。目的は不明だが大勢の近隣住民をその魔術で支配し、都市国家を建設させていた。大型の転移の鏡を所持している事をミランダから教えられたアイザックとその軍団の攻撃を迎え撃つ。
サン・ジェルマン
声：ビル・ナイ / 花輪英司
第3・第4シーズンに登場。愛する女性との再会のためリンデンフェルドでサラ修道院長やトレバーに接触し、無限回廊の情報を集める人物。第4シーズンでは目的のためドラキュラ復活の儀式を目論む者たちに与する。
女錬金術師
声：クリスティーヌ・アダムス
第4シーズンに登場。第3シーズン終盤で無限回廊へ姿を消したサン・ジェルマンの前に姿を現しサン・ジェルマンが探し人と会うためにはドラキュラの復活が必要だと唆し無限回廊を開くキーを渡した。
ザンフィア
声：トクス・オラガンドアイ / 渡辺明乃
第4シーズンに登場。トゥルゴヴィシュテの地下墓地に潜伏して王族を護衛する貴族の女性。一見普通であるがドラキュラのトゥルゴヴィシュテ襲撃時にその恐怖から精神に異常をきたして王族への忠誠に我執しており自らもそれを自覚している。
グレタ
声：マーシャ・トマソン / 小若和郁那
第4シーズンに登場。ダネスティの村の村長を務める色黒で長髪の若い女性。村が闇の魔物に襲撃を受け、マリウスを派遣しアルカードに救援を依頼する。剣とハンマーを武器にアルカードと共に村民を鼓舞し闇の魔物に立ち向かう。先祖はローマ帝国に追われダネシュティへ逃れてきたことから、カルタゴがルーツかもとアルカードに推測される。
マリウス
グレタが派遣したダネスティの住民の少年。アルカードのもとにたどり着いた時には左わき腹に重傷を負っており、既に息絶えていたが救援を懇願する手紙を読んだアルカードにより埋葬される。
冒険者の女性
第4シーズンに登場。サンジェルマンが無限回廊を開いてまで探し求める女性で、かつてサンジェルマンの旅のパートナーであった。男勝りな性格。デザインのモチーフは米国女優のキャサリン・ヘプバーンと映画インディ・ジョーンズ シリーズのインディアナ・ジョーンズ。

## 日本語版制作スタッフ
シーズン1
- 吹替翻訳：高師たまみ（1話・3話）、首藤千恵（2話・4話）
- 演出：打越領一

シーズン2
- 吹替翻訳：島健太郎
- 演出：打越領一

シーズン3
- スタジオ：SDI Media（8話）
- 吹替翻訳：小島さやか（1話・6話・10話）、島健太郎（2話・3話・8話・9話）、三浦直子（4話・5話）、打越領一（7話）
- 演出：打越領一
- 録音：大隈慎司

シーズン4
- スタジオ：ACクリエイト
- 演出：打越領一
- 翻訳：島健太郎（1話・3話・5話・7話・9話）、小島さやか（2話・4話・6話・8話・10話）
- 録音：三谷佳奈美

## 各話リスト
| 話数                | 邦題                     | 英題                                  |
| シーズン1（2017年） | シーズン1（2017年）      | シーズン1（2017年）                   |
| ------------------- | ------------------------ | ------------------------------------- |
| 第1話               | 魔女狩り                 | Witchbottle                           |
| 第2話               | 死の街                   | Necropolis                            |
| 第3話               | 魔物の迷宮               | Labyrinth                             |
| 第4話               | 石棺                     | Monument                              |
| シーズン2（2018年） |                          |                                       |
| 第1話               | 戦闘準備                 | War Council                           |
| 第2話               | 思い出の家               | Old Homes                             |
| 第3話               | 影に潜む戦い             | Shadow Battles                        |
| 第4話               | 壊れた帆                 | Broken Mast                           |
| 第5話               | 最後の呪文               | Last Spell                            |
| 第6話               | 川辺                     | The River                             |
| 第7話               | すべては愛のために       | For Love                              |
| 第8話               | 終末                     | End Times                             |
| シーズン3（2020年） |                          |                                       |
| 第1話               | 心遣いに感謝             | Bless Your Dead Little Hearts         |
| 第2話               | 心の救済                 | The Reparation of My Heart            |
| 第3話               | 探り合い                 | Investigators                         |
| 第4話               | 夢か野望か               | I Have a Scheme                       |
| 第5話               | 文化的に洗練された町     | A Seat of Civilisation and Refinement |
| 第6話               | 夢のような日々           | The Good Dream                        |
| 第7話               | 裏切りよりも恐ろしいもの | Worse Things Than Betraya             |
| 第8話               | 夜に備えて               | What the Night Brings                 |
| 第9話               | 収穫の印                 | The Harvest                           |
| 第10話              | 希望は捨てろ             | Abandon All Hope                      |
| シーズン4（2021年） |                          |                                       |
| 第1話               | 殺しで目覚めさせよ       | Murder Wakes It Up                    |
| 第2話               | 世界を手に入れる         | Having the World                      |
| 第3話               | 立ち去る選択             | Walk Away                             |
| 第4話               | 犠牲を払え               | You Must Sacrifice                    |
| 第5話               | よみがえり               | Back in the World                     |
| 第6話               | 私の血に値しない者ども   | You Don't Deserve My Blood            |
| 第7話               | 大いなる業               | The Great Work                        |
| 第8話               | 死の魔術                 | Death Magic                           |
| 第9話               | 決着のとき               | The Endings                           |
| 第10話              | 奇妙な旅の終わりに       | It's Been a Strange Ride              |

## 関連商品

### 書籍
- 『Castlevania: The Art of the Animated Series』（Dark Horse Books 発売日2021年8月31日）- ISBN 978-1-50671570-4

### 音楽
- 『Castlevania (Music from the Netflix Original Series)』（CD、ストリーミング、レコード、レイクショア・レコーズ、2017年7月7日発売）